# Grupa G30
Grupa Trzydziestu (w skrócie G30) – międzynarodowy organ skupiający najlepszych finansistów i uczonych.
Celem G30 jest lepsze zrozumienie gospodarki i finansów oraz analiza skutków działań państwa i osób prywatnych w tych dziedzinach.
Główne obszary zainteresowań grupy:
- polityka walutowa, wymiana walut
- zagadnienia makroekonomiczne
- międzynarodowe instytucje finansowe
- banki centralne
- Nadzór usług i operacji finansowych i rynkowych

## Członkowie
Grupa G30 liczy 30 członków, wśród których są prezesi największych prywatnych i centralnych banków, naukowcy uniwersyteccy, członkowie dużych instytucji finansowych etc.

## Sesje
Każdego roku w Waszyngtonie odbywają się dwa duże spotkania. Ponadto G30 spotykają się na licznych sympozjach, i seminariach. Dodatkowo wspierają się poprzez udział w różnych grupach badawczych i dyskusyjnych.

## Historia
G30 została założona w 1978 przez Geoffreya Bella. Pomysłodawcą i pierwszym fundatorem była Fundacja Rockefellera.
Pierwszym przewodniczącym wybrano Johannesa Witteveena, byłego prezesa Międzynarodowego Funduszu Walutowego.
Obecnie Grupie przewodniczy Paul Volcker.
Za organ poprzedzający G30 uznaje się Grupę Bellagio. Pierwsze spotkanie miało miejsce w 1963 i dotyczyło głównie kwestii międzynarodowych problemów na rynku walutowym (w tym zachowania równowagi płatniczej, co stwarzało Amerykanom trudności w początku lat 60. XX wieku).

## Działalność
Grupa bada sprawy związane z międzynarodowym rynkiem finansowym. Do 30 podstawowych członków dołączają często specjaliści w innych dziedzinach, co pozwala zyskać szersze spojrzenie na omawiane zagadnienia. Obecnie trwają prace nad ulepszeniem systemu regulacji finansowych.
Ostatni raport G30 został opublikowany 15 stycznia 2009. Poświęcony został badaniom nad stabilizacją światowych finansów i zawiera 18 wytycznych, które mają na celu:
- usprawnienie systemu nadzoru poprzez określenie na nowo jego zakresu i struktury
- wzmocnienie pozycji banków centralnych
- usprawnienie zarządzania
- usprawnienie systemu księgowego
- wzmocnienie infrastruktury finansowej
- usprawnienie koordynacji systemu finansowego na szczeblu międzynarodowym

W 2007 zostały utworzony specjalny podorgan grupy FRSW (ang. Financial Regulatory Systems Working Group) mająca na celu zbadanie 20 ważnych dla światowej gospodarki państw pod kątem uregulowań systemu finansowego. Raport przedstawiony w 2008 miał za zadanie wskazać słabe i dobre rozwiązania wprowadzone w tych krajach i pozwolić pozostałym skorzystać z ich doświadczeń. W kluczowym obszarze zainteresowań FRSW leżało:
- stopień integracji instytucji finansowych (pożądana pełna integracja, najlepiej w formie scalonej jednostki)
- funkcjonalność
- dostępność „sektor po sektorze” lub instytucjonalna

Państwa objęte badaniem wyselekcjonowano na podstawie ich znaczenia na arenie międzynarodowej oraz innych czynników (wielkość, liczba ludności). Były to: Australia, Brazylia, Kanada, Chiny, Francja, Hiszpania, Holandia, Hongkong, Indie, Japonia, Katar, Kuwejt, Meksyk, Niemcy, Południowa Afryka, Singapur, Stany Zjednoczone, Szwajcaria, Wielka Brytania i Włochy.
Inne publikacje G30:
- Reforma Bankowa, Finansowa i Organów Wykonawczych autorstwa Liu Mingkang, Rogera Fergusona i Guillermo Ortiza Martineza
- Osiągnięcia i Wyzwania integracji monetarnej Unii Europejskiej i jej wpływ na Stany Zjednoczone autorstwa Jacques’a de Larosière’a
- Załamanie kredytowe: Gdzie jesteśmy? autorstwa Thomasa A. Russo

## Obecny skład
- Paul Volcker – przewodniczący
- Jacob A. Frenkel – wiceprzewodniczący, American International Group
- Geoffrey L. Bell – główny sekretarz, prezes Geoffrey Bell and Company
- Leszek Balcerowicz – były prezes Narodowego Banku Polskiego
- Jaime Caruana – Międzynarodowy Fundusz Walutowy
- Roger W. Ferguson Jr. – TIAA_CREF
- Stanley Fischer – Bank Izraela
- Mervyn Allister King – Bank Anglii
- Guillermo Ortiz Martinez – Bank Meksyku
- Jean-Claude Trichet – były prezes Europejskiego Banku Centralnego
- Tomasso Padoa-Schioppa – były włoski minister gospodarki i finansów
- Zhou Xiaochuan – Ludowy Bank Chin
- Yutaka Yamaguchi – Bank Japonii
- E. Gerald Corrigan – Goldman Sachs, były prezes Banku Rezerwy Federalnej w Nowym Jorku
- Andrew Crockett – JPMorgan Chase
- sir David Walker – Morgan Stanley
- Guillermo de la Dehesa – Grupa Santander
- Arminio Fraga Neto – Gavea Investimentos, były prezes banku centralnego Brazylii
- Domingo Cavallo – DFC Associates, LLC
- Martin Feldstein – Narodowy Urząd Badań Gospodarczych
- Paul Krugman – Uniwersytet w Princeton, Woodrow Wilson School
- Lawrence Summers – Uniwersytet Harvarda
- Ernesto Zedillo Ponce de León – Uniwersytet Yale
- Gerd Häusler
- Abdultif Al-Hamad – Arabski Fundusz Rozwoju Gospodarczego i Socjalnego
- Montek Singh Ahluwalia – Komisja Planowania, Indie
- Mario Draghi – prezes EBC, były prezes Banku Włoch
- Philipp Hildebrand – Szwajcarski Bank Narodowy
- Kenneth Rogoff – Uniwersytet Harvarda
- Tharman Shanmugaratnam – minister finansów, Singapur